# 韋爾古萊亞薩鄉
44°39′N 24°19′E / 44.650°N 24.317°E
韋爾古萊亞薩鄉（羅馬尼亞語：Comuna Verguleasa, Olt），是羅馬尼亞的鄉份，位於該國南部，由奧爾特縣負責管轄，面積68平方公里，海拔高度215米，2007年人口3,047，人口密度每平方公里45人。